# BOE (企業)

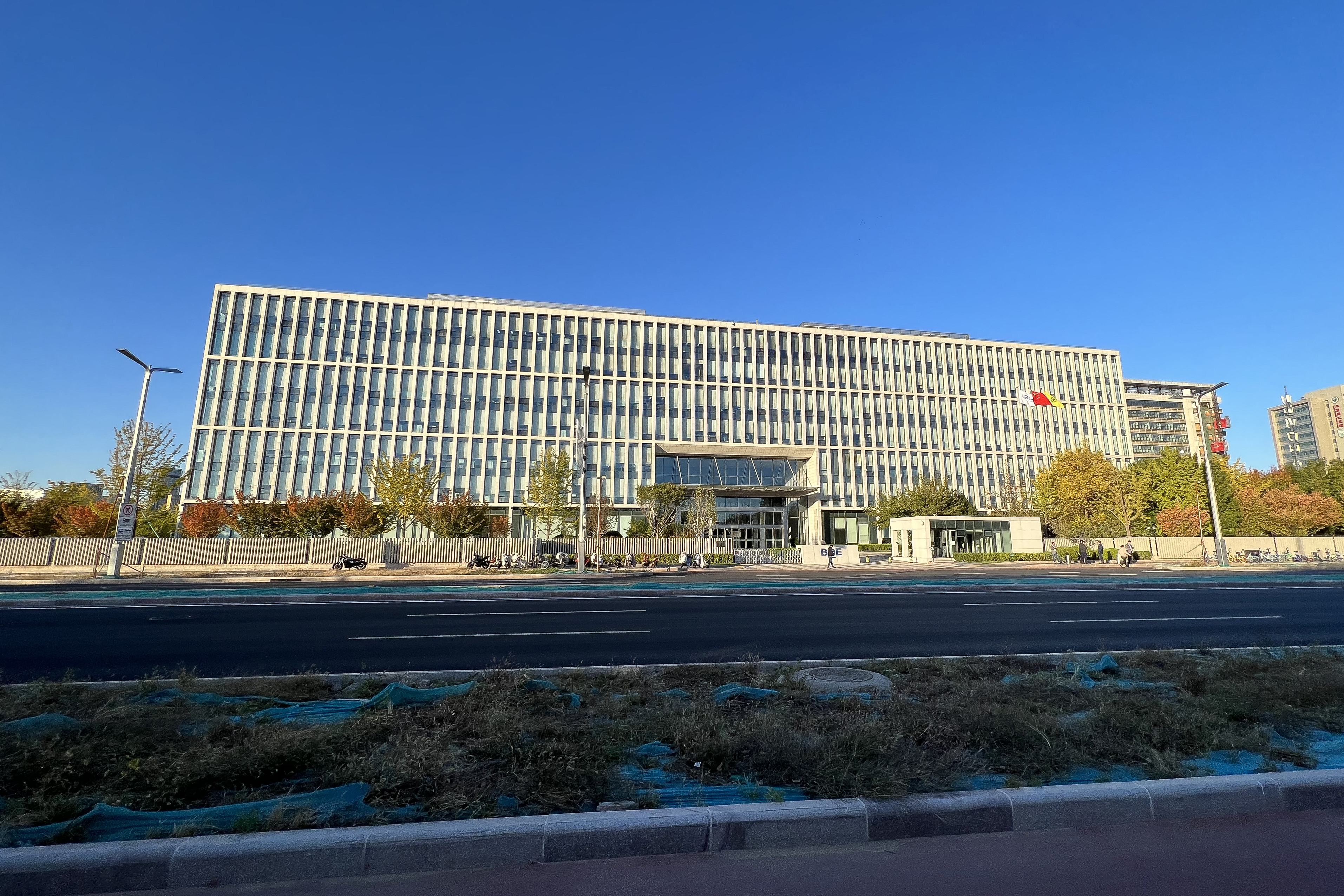
BOE本社

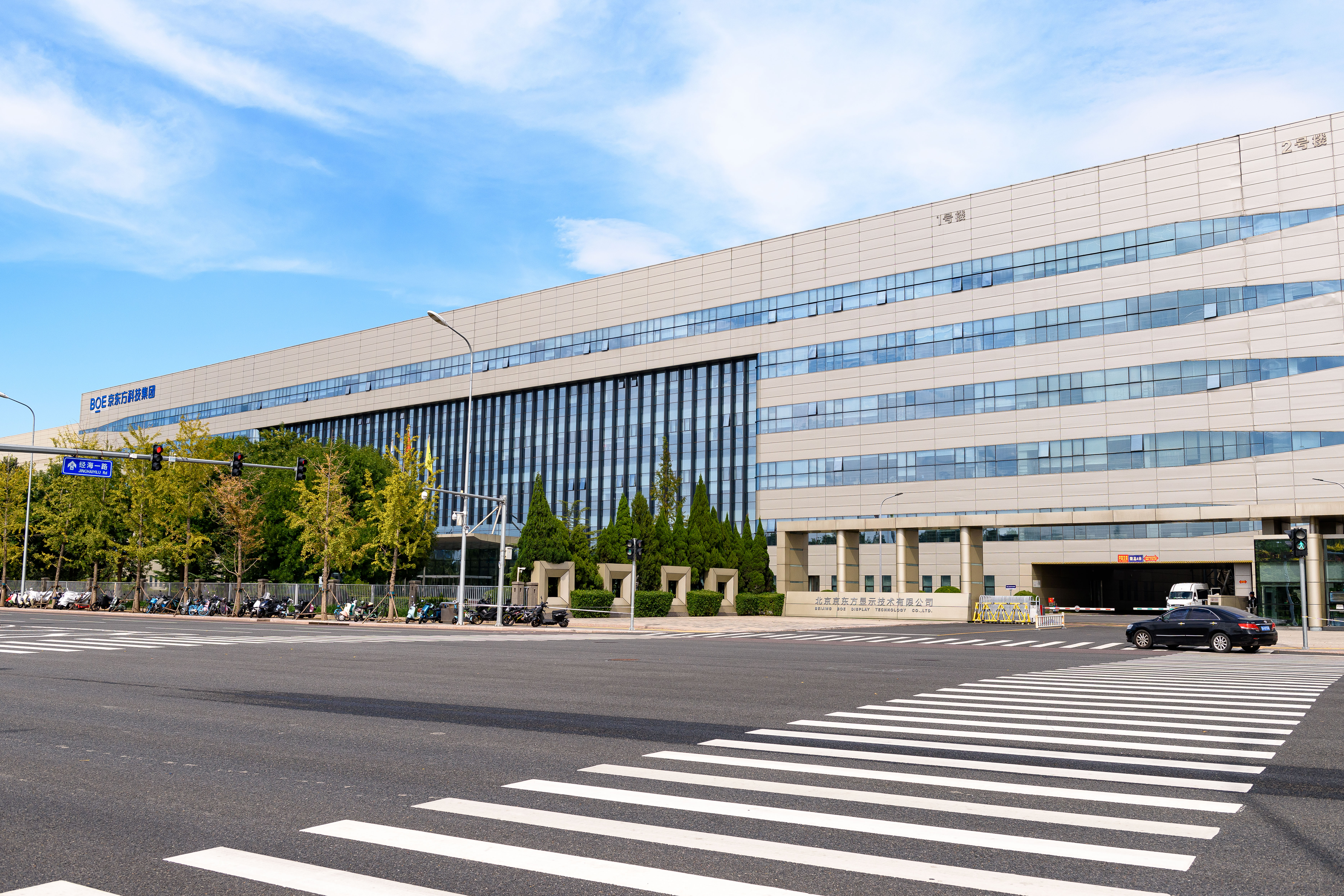
BOE工場

BOEテクノロジーグループ（京東方科技集団、簡体字中国語: 京东方科技集团股份有限公司、英: BOE Technology Group Co., Ltd.、SZSE: 000725）は、中華人民共和国北京市大興区の北京経済技術開発区に本社を置く電子製品製造メーカー。液晶ディスプレイ製造分野では、2019年より世界1位のシェアを誇る。略称BOE。
創設者は王東升で、赤字の真空管工場を25年で世界1位の液晶ディスプレイメーカーにまでのし上げた。2019年に王が引退し、董事長はBOE創設以来の部下である陳炎順となった。日本法人として、BOEジャパン株式会社（英: BOE Japan Co.,Ltd.）が2011年11月に設立された。

## 概要
中国の大手ディスプレイメーカーで、主に液晶ディスプレイや有機ELディスプレイなどを製造している。
2022年現在、ディスプレイの市場シェア世界1位。内訳では、スマートフォン向けで1位、タブレット向けで1位、ノートパソコン向けで1位、汎用ディスプレーで1位、テレビ向けで1位、つまり全ての分野で1位。小型液晶パネルでは世界1位、大型液晶パネルでも世界1位だが、有機EL（OLED）パネルは弱く、サムスンディスプレイとLGディスプレイに次ぐ世界3位。
2010年代後半より有機ELディスプレイ（OLED）に力を入れており、2018年には成都市にOLED工場（B7）を稼働。当初はファーウェイを主要な顧客としていたが、ファーウェイは2020年より米中関係悪化の煽りを受けてスマホ部門が縮小したため、Appleなど他のスマホメーカーにOLEDの供給を広げている。2019年、四川省綿陽市の工場（B11）にiPhone専用OLED生産ラインを稼働し、2021年よりApple社のiPhoneへの供給を開始。それまでサムスンD製OLEDしか使わなかったサムスン電子の「Galaxy」シリーズにも2021年よりOLEDを供給したことで話題となった。
2020年には、シャープより技術供与を受けてIGZO液晶を製造していたCECパンダの成都工場と南京工場（現・BOE B18、B19）を買収。「IGZO」（VAパネル＆酸化物TFT-LCD）の技術を獲得し、IGZO液晶を生産すると同時に、将来のテレビ向けの大型OLEDパネルの量産を目指してIGZO OLEDの開発を行っている。

### Appleとの関係
2020年よりAppleのサプライヤーとして参画している。MacBookとiPadの一部モデル向けにIGZO液晶を納入している。またiPhone向けにOLEDディスプレイを納入している。2022年現在、ディスプレイに関してはサムスンDとLGDに次ぐ第3位のサプライヤーであり、成都工場（B7）や重慶工場（B11、B12、B13）などApple専用ラインを多数持つ。
2022年1月、Appleに無断でディスプレイの仕様を変更してiPhone向けに出荷していたことが発覚し、Appleが激怒。納入がストップした。5月に納入が再開。サプライチェーンから除外はされなかったものの、納入数がかなり減らされた。
2022年、iPad用ディスプレイではLGDを抜いて第1のサプライヤーとなったが、iPhone用ディスプレイでは許されず、iPhone 14でも納入数がかなり減らされた。予定ではiPhone 14に最大3000万枚を供給し、LGの供給量を上回ると想定されていたが、500万枚にされた。
iPad用OLEDの開発を目指してサムスンD、LGDとしのぎを削っており、2022年には重慶工場（B12）にiPad用のリジッドOLEDラインを稼働。iPad Air (第5世代)より搭載される予定だったが、量産に難航し、BOEによるiPad用OLEDの開発は断念された。

## 歴史
1951年に国営の真空管工場である「北京電子管廠」として設立。この工場が、北京市の経済改革の一環で1993年に独立することになった。
1993年にBOEが設立された。設立当初の英語名はBeijing Oriental Electronics Group Co., Ltd。北京電子管廠の工場長だった王東升が董事長に就任し、赤字で潰れかけだった国営の真空管製造工場を建て直した。
1997年6月10日に深圳証券取引所のA株に上場し、2001年1月12日に同取引所のB株に上場した。
2003年、IPS方式のバリエーションである「FFS方式」を開発した韓国Hydis社（韓国のハイニックスの液晶ディスプレイ部門を2001年に分社化したもの）を買収した。しかしHydis社の経営を改善することはできず、Hydis社は2006年に不渡りを出したため、2007年に台湾の液晶パネルメーカーであるPrime View International社（2009年にE-ink社に改称）に売却した。一方BOEは「FFS方式」をベースに「ADS方式」の液晶パネルを開発した。
特に2010年代以降は、ADSパネルが各社のテレビに採用されるなど、液晶ディスプレイメーカーとして急成長。2014年までに、北京市（B4）、内モンゴル自治区オルドス市（B6）、重慶市（B8）などに巨大な液晶ディスプレイ工場を次々と稼働させた。こうした工場群を背景に液晶ディスプレイの出荷量は年々増加。2017年1月には大型液晶パネルの月間の出荷量で初めて世界1位となり、2019年には年間でも出荷枚数、出荷面積ともにLGディスプレイを抜き、液晶パネル世界シェア1位となった。
2019年には中国政府の後押しを受け、1.6兆円の投資をして中国各地に新工場を建設する計画を発表。重慶の有機ELパネル工場（B12）は2021年に量産開始。

## トリビア
- 日中国交正常化が実現した6年後の1978年10月、鄧小平副首相が日中平和友好条約批准のために訪日。その際、松下電器産業（現・パナソニック）のテレビ工場を視察し、松下幸之助氏に中国への協力を要望し、日本企業の中で「中国進出第1号」となる進出を果たすと共に、『日中友好合作の模範企業』となった。1987年：北京松下彩色顕象管有限公司を設立。この時に、中国側の母体となったのがBOEの前身である北京電子管廠である。